# Агинский Бурятский окружной комитет КПСС
Агинский Бурятский областной комитет КПСС — центральный партийный орган, существовавший в Агинский Бурятский АО с 1937 года по 6 ноября 1991 года.

## История
- 26 сентября 1937 года образован Агинский (Бурят-Монгольский) национальный округ в составе Читинской области и в связи с этим был создан Агинский (Бурят-Монгольский) окружной комитет ВКП(б).
- 13 октября 1952 Агинский (Бурят-Монгольский) окружной комитет ВКП(б) переименован в Агинский (Бурят-Монгольский) окружной комитет КПСС.
- 7 июля 1958 года Агинский (Бурят-Монгольский) национальный округ переименован в Агинский (Бурятский) национальный округ.
- 7 октября 1977 Агинский (Бурятский) национальный округ преобразован в Агинский (Бурятский) автономный округ.
- 23 августа 1991 года деятельность КПСС на территории РСФСР приостановлена, а 6 ноября того же года запрещена.

## Первые секретари РКП(б)/ВКП(б)/КПСС
- 1937—1941 ?
- 1941—1944 Оськин Д. В.
- 1944—1948 Проданюк, Николай Дмитриевич
- 1948—1950 Карлов К. Х.
- 1952—1957 Проданюк, Николай Дмитриевич
- 1957—1963 Юндунов, Насак Иролтуевич
- 1963—1964 Макаров, Николай Геннадьевич
- 1964—1969 ?
- 1969—1973 Носов, Николай Фёдорович
- 1973—1980 Филатов, Фёдор Иванович
- 1980—1984 Масюков, Владимир Иванович
- 1984—1988 Шкаровский, Владимир Ильич
- 1988—11.1990 Макаров, Владимир Ильич
- 10.1990 — 8.1991 Соктоев, Цыренжаб Сокшигбоевич[1]